# Климов Іван Фролович
Іван Фролович Климов (10 вересня 1903, село Костюковка Гомельського повіту Могильовської губернії, тепер Гомельського району Гомельської області, Білорусь — 9 жовтня 1991, місто Мінськ, тепер Білорусь) — радянський державний діяч, 1-й заступник голови Ради міністрів Білоруської РСР. Депутат Верховної ради Білоруської РСР 2—10-го скликань. Депутат Верховної ради СРСР 4—6-го скликань.

## Життєпис
Народився в родині робітника. До 1923 року працював робітником залізниці. З 1923 року — голова робітничого комітету профспілки, секретар районного комітету комсомолу Білорусії.
Член ВКП(б) з 1925 року.
З 1925 року — завідувач відділу районного комітету КП(б) Білорусії.
У 1931 році закінчив Мінський комуністичний університет імені Леніна.
З 1931 року — в апараті ЦК Комуністичної партії (більшовиків) Білорусії.
У 1934—1938 роках — викладач Республіканської школи партійних пропагандистів при ЦК КП(б) Білорусії, директор Республіканської школи партійних пропагандистів при ЦК КП(б) Білорусії, директор партійних курсів при ЦК КП(б) Білорусії.
З жовтня 1940 по червень 1941 року — 1-й секретар Вілейського обласного комітету КП(б) Білорусії.
У 1941 році — служив на політичній роботі в 13-й армії РСЧА. Учасник німецько-радянської війни.
У 1941—1942 роках — секретар Ташкентського обласного комітету КП(б) Узбекистану із кадрів.
З 28 травня 1943 по липень 1944 року — 1-й секретар Вілейського підпільного обласного комітету КП(б) Білорусії.
У липні 1944 — 1951 року — 1-й секретар Молодечненського обласного комітету КП(б) Білорусії.
У 1949 році заочно закінчив Вищу партійну школу при ЦК ВКП(б). З 1951 по 1952 рік — слухач курсів перепідготовки при ЦК ВКП(б).
У 1952 — серпні 1953 року — 1-й секретар Барановицького обласного комітету КП Білорусії.
У серпні 1953 — 1962 року — 1-й заступник голови Ради міністрів Білоруської РСР. Одночасно, в 1961 році — міністр заготівель Білоруської РСР.
У 1962—1968 роках — заступник голови Ради міністрів Білоруської РСР.
У 1968—1974 роках — заступник голови Президії Верховної ради Білоруської РСР.
З 1974 року — науковий співробітник Інституту історії партії при ЦК КП Білорусії.
З 1980 року — голова Комісії у справах колишніх партизанів та підпільників при Президії Верховної ради Білоруської РСР.
Помер 9 жовтня 1991 року в Мінську.

## Нагороди
- два ордени Леніна
- орден Жовтневої Революції
- орден Червоного Прапора
- орден Вітчизняної війни І ст.
- орден Вітчизняної війни ІІ ст.
- два ордени Трудового Червоного Прапора
- орден Дружби народів
- медаль «За трудову доблесть»
- медалі
- Заслужений діяч культури Білоруської РСР (1980)